# Vrbovac (Republika Serbska)
Vrbovac (cyr. Врбовац) – wieś w Bośni i Hercegowinie, w Republice Serbskiej, w gminie Vukosavlje. W 2013 roku liczyła 19 mieszkańców.